# Maniac Cop III: Badge of Silence
Maniac Cop III: Badge of Silence es una película de terror y acción de 1993 escrita por Larry Cohen y dirigida por William Lustig y, sin acreditar, Joel Soisson. Es la secuela de Maniac Cop 2 (1990) y la última entrega de la serie Maniac Cop, que comenzó en 1988.

## Argumento
Un sacerdote vudú resucita a Matt Cordell (Robert Z'Dar), quien toma su placa y regresa de entre los muertos para hacer su voluntad. Mientras tanto, un par de camarógrafos que están esperando para hacer algo bastante grande venir a través de un robo que ocurrió en unas tiendas de conveniencia, donde una agente de policía llamada Katie Sullivan (Gretchen Becker) interviene en una situación de rehenes; ella logra herir al sospechoso, pero se da cuenta de que el empleado es su novio, por lo cual se verá en la obligación de permitirle entrar a robar la tienda. Hay un fuego cruzado, y mientras Kate está gravemente herida, ella acaba matando al empleado del local. Cuando acudieron al hospital, ella cae en estado de coma y termina falleciendo por muerte cerebral, para gran disgusto del agente investigador Sean McKinney (Robert Davi). McKinney atrapa el informe de Katie con uso de fuerza excesiva en una situación de rehenes, que retrata el empleado como una víctima inocente y amenaza con liberar al malherido Frank Jessup. Mientras tanto, el acecho del progreso de Katie, Cordell va al hospital para verla. Mata a uno de sus supervisores médicos con el desfibrilador, a continuación, expone a Katie con grandes cantidades de radiación de rayos X, habla con el médico establecido para firmar la orden de cortar el soporte vital de Kate. Los periodistas que habían enmarcado Kate son luego asesinados, también.
Mientras tanto, McKinney y una doctora, Susan (Caitlin Dulany), están investigando los asesinatos y el extraño comportamiento experimentado por el estado de coma de Kate. Sus investigaciones les llevan a Houngan (Julius Harris), quien admite que él había traído Cordell de entre los muertos, y él está interesado en Kate, que está al borde de la muerte. A punta de pistola, Cordell y Houngan intentan resucitarla, pero son incapaces de hacerlo, afirmando que su espíritu se niega a volver de entre los muertos para estar con él. Cordell mata Houngan, y tanto él y Kate se prenden fuego en el proceso; ella se inmoló. A medida que se escapan, Susan y McKinney son perseguidos por Cordell, que sobrevivió al fuego sin dejar de estar en llamas. Él los persigue en un coche de la policía, mientras que conducen una ambulancia. Se las arreglan para tirar un tanque de oxígeno en el coche en llamas antes de que ambos accidente. Sin embargo, antes de Cordell puede realizar copias de seguridad en el otro vehículo descompuesto, el bote se apaga, la voladura del coche. Más tarde, el cadáver carbonizado de Cordell se rueda en un depósito de cadáveres, al lado de los restos quemados de Katie. Mientras que el juez de instrucción en solitario, que rodó Cordell en el depósito de cadáveres, está ocupado con su ordenador, la cámara enfoca a los cuerpos, lo que muestra la mano de Cordell en movimiento a sostener la mano de Katie.

## Reparto
- Robert Davi como teniente de detectives Sean McKinney.
- Robert Z'Dar como el agente Matthew Cordell.
- Caitlin Dulany como la doctora Susan Fowler.
- Gretchen Becker como la agente Katie Sullivan.
- Paul Gleason como Hank Cooney.
- Jackie Earle Haley como Frank Jessup.
- Julius Harris como el sacerdote vudú.
- Grand L. Bush como William.
- Doug Savant como el doctor Peter Myerson.
- Robert Forster como el doctor Powell.
- Bobby Di Cicco como Obispo.
- Frank Pesce como Tribble.
- Lou Díaz como el teniente León.
- Brenda Varda como Gina Lindsey.
- Vanessa Marquez como Terry.
- Jeffrey Anderson-Gunter como conserje.

## Lanzamiento
Maniac Cop III recibió la categoría NC-17 por la MPAA.  Fue lanzada en vídeo en los Estados Unidos por Academy Releasing. Se estrenó en HBO en 1993.
Blue Underground lanzó Maniac Cop III en DVD y Blu-ray el 19 de noviembre de 2013.